# Куш, Эмрах
Эмрах Куш (тур. Emrah Kuş, 13 октября 1988) — турецкий борец греко-римского стиля, призёр чемпионатов мира и Европы, победитель Средиземноморских игр 2013 года.

## Биография
Борьбой начал заниматься с 2000 года. В 2007 году стал чемпионом Европы среди юниоров.
В 2013 году в турецком Мерсине на Средиземноморских играх стал победителем в весовой категории до 74 кг. В этом же году завоевал бронзовую медаль чемпионата мира.
В 2018 году на чемпионате мира в Будапеште в весовой категории до 82 кг завоевал серебряную медаль.
В апреле 2019 года на чемпионате Европы в Бухаресте Эмрах завоевал бронзовую медаль в весовой категории до 82 кг.